# Tirreno-Adriatico 1996
La Tirreno-Adriatico 1996, trentunesima edizione della corsa, si svolse dal 13 al 20 marzo 1996 su un percorso di 1370,2 km, su un percorso suddiviso su 8 tappe (la quinta frazione a sua volta divisa in 2 semitappe). La vittoria fu appannaggio dell'italiano Francesco Casagrande, che completò il percorso in 34h46'18", precedendo l'ucraino Oleksandr Hončenkov e il connazionale Gianluca Pianegonda.

## Tappe
| Tappa  | Data     | Percorso                                           | km     | Vincitore di tappa     | Leader cl. generale  |
| ------ | -------- | -------------------------------------------------- | ------ | ---------------------- | -------------------- |
| 1ª     | 13 marzo | Fiuggi > Fiuggi                                    | 156    | Léon van Bon           | Léon van Bon         |
| 2ª     | 14 marzo | Ferentino > Santa Marinella                        | 180    | Džamolidin Abdužaparov | Léon van Bon         |
| 3ª     | 15 marzo | Santa Marinella > Santa Fiora                      | 206    | Fabiano Fontanelli     | Fabiano Fontanelli   |
| 4ª     | 16 marzo | Arcidosso > Soriano nel Cimino                     | 205    | Filippo Casagrande     | Gianluca Pianegonda  |
| 5ª-1   | 17 marzo | Città della Pieve > Castiglione del Lago           | 85     | Ján Svorada            | Gianluca Pianegonda  |
| 5ª-2   | 17 marzo | Magione > Castiglione del Lago (cron. individuale) | 28,2   | Evgenij Berzin         | Francesco Casagrande |
| 6ª     | 18 marzo | Tuoro sul Trasimeno > Amandola                     | 192    | Michele Bartoli        | Francesco Casagrande |
| 7ª     | 19 marzo | Sant'Elpidio a Mare > Monte San Pietrangeli        | 174    | Rolf Sørensen          | Francesco Casagrande |
| 8ª     | 20 marzo | Grottammare > San Benedetto del Tronto             | 159    | Ján Svorada            | Francesco Casagrande |
| Totale | Totale   | Totale                                             | 1370,2 |                        |                      |

## Dettagli delle tappe

### 1ª tappa
- 13 marzo: Fiuggi > Fiuggi – 156 km

Risultati
| Pos. | Corridore     | Squadra                      | Tempo    |
| ---- | ------------- | ---------------------------- | -------- |
| 1    | Léon van Bon  | Rabobank                     | 3h54'44" |
| 2    | Fabio Baldato | MG Boys Maglificio-Technogym | a 2"     |
| 3    | Erik Zabel    | Team Deutsche Telekom        | s.t.     |

| Pos. | Corridore    | Squadra  | Tempo |
| ---- | ------------ | -------- | ----- |
| 1    | Léon van Bon | Rabobank |       |

### 2ª tappa
- 14 marzo: Ferentino > Santa Marinella – 180 km

Risultati
| Pos. | Corridore              | Squadra                      | Tempo    |
| ---- | ---------------------- | ---------------------------- | -------- |
| 1    | Džamolidin Abdužaparov | Refin-Mobilvetta             | 4h02'33" |
| 2    | Ján Svorada            | Panaria-Vinavil              | s.t.     |
| 3    | Fabio Baldato          | MG Boys Maglificio-Technogym | s.t.     |

| Pos. | Corridore    | Squadra  | Tempo |
| ---- | ------------ | -------- | ----- |
| 1    | Léon van Bon | Rabobank |       |

### 3ª tappa
- 15 marzo: Santa Marinella > Santa Fiora – 206 km

Risultati
| Pos. | Corridore           | Squadra                      | Tempo    |
| ---- | ------------------- | ---------------------------- | -------- |
| 1    | Fabiano Fontanelli  | MG Boys Maglificio-Technogym | 5h40'14" |
| 2    | Gianluca Pianegonda | Team Polti                   | a 50"    |
| 3    | Rodolfo Massi       | Refin-Mobilvetta             | a 1'46"  |

| Pos. | Corridore          | Squadra                      | Tempo |
| ---- | ------------------ | ---------------------------- | ----- |
| 1    | Fabiano Fontanelli | MG Boys Maglificio-Technogym |       |

### 4ª tappa
- 16 marzo: Arcidosso > Soriano nel Cimino – 205 km

Risultati
| Pos. | Corridore            | Squadra                      | Tempo    |
| ---- | -------------------- | ---------------------------- | -------- |
| 1    | Filippo Casagrande   | Scrigno-Blue Storm           | 5h56'49" |
| 2    | Francesco Casagrande | Saeco                        | a 29"    |
| 3    | Michele Coppolillo   | MG Boys Maglificio-Technogym | a 31"    |

| Pos. | Corridore           | Squadra    | Tempo |
| ---- | ------------------- | ---------- | ----- |
| 1    | Gianluca Pianegonda | Team Polti |       |

### 5ª tappa, 1ª semitappa
- 17 marzo: Città della Pieve > Castiglione del Lago – 85 km

Risultati
| Pos. | Corridore              | Squadra            | Tempo    |
| ---- | ---------------------- | ------------------ | -------- |
| 1    | Ján Svorada            | Panaria-Vinavil    | 1h58'00" |
| 2    | Džamolidin Abdužaparov | Refin-Mobilvetta   | s.t.     |
| 3    | Massimo Strazzer       | Brescialat-Verynet | s.t.     |

| Pos. | Corridore           | Squadra    | Tempo |
| ---- | ------------------- | ---------- | ----- |
| 1    | Gianluca Pianegonda | Team Polti |       |

### 5ª tappa, 2ª semitappa
- 17 marzo: Magione > Castiglione del Lago (cron. individuale) – 28,2 km

Risultati
| Pos. | Corridore        | Squadra        | Tempo  |
| ---- | ---------------- | -------------- | ------ |
| 1    | Evgenij Berzin   | Gewiss-Playbus | 33'05" |
| 2    | Vjačeslav Ekimov | Rabobank       | a 7"   |
| 3    | Rolf Sørensen    | Rabobank       | a 11"  |

| Pos. | Corridore            | Squadra | Tempo |
| ---- | -------------------- | ------- | ----- |
| 1    | Francesco Casagrande | Saeco   |       |

### 6ª tappa
- 18 marzo: Tuoro sul Trasimeno > Amandola – 192 km

Risultati
| Pos. | Corridore       | Squadra                      | Tempo    |
| ---- | --------------- | ---------------------------- | -------- |
| 1    | Michele Bartoli | MG Boys Maglificio-Technogym | 4h46'42" |
| 2    | Rolf Sørensen   | Rabobank                     | a 34"    |
| 3    | Luca Gelfi      | Brescialat-Verynet           | s.t.     |

| Pos. | Corridore            | Squadra | Tempo |
| ---- | -------------------- | ------- | ----- |
| 1    | Francesco Casagrande | Saeco   |       |

### 7ª tappa
- 19 marzo: Sant'Elpidio a Mare > Monte San Pietrangeli – 174 km

Risultati
| Pos. | Corridore        | Squadra         | Tempo    |
| ---- | ---------------- | --------------- | -------- |
| 1    | Rolf Sørensen    | Rabobank        | 3h56'04" |
| 2    | Wladimir Belli   | Panaria-Vinavil | s.t.     |
| 3    | Gabriele Colombo | Gewiss-Playbus  | a 12"    |

| Pos. | Corridore            | Squadra | Tempo |
| ---- | -------------------- | ------- | ----- |
| 1    | Francesco Casagrande | Saeco   |       |

### 8ª tappa
- 20 marzo: Grottammare > San Benedetto del Tronto – 159 km

Risultati
| Pos. | Corridore      | Squadra         | Tempo    |
| ---- | -------------- | --------------- | -------- |
| 1    | Ján Svorada    | Panaria-Vinavil | 3h53'13" |
| 2    | Maurizio Tomi  | Aki-Gipiemme    | s.t.     |
| 3    | Filippo Meloni | Amore & Vita    | s.t.     |

| Pos. | Corridore            | Squadra            | Tempo     |
| ---- | -------------------- | ------------------ | --------- |
| 1    | Francesco Casagrande | Saeco              | 34h46'18" |
| 2    | Oleksandr Hončenkov  | Roslotto ZG-Mobili | a 23"     |
| 3    | Gianluca Pianegonda  | Team Polti         | a 29"     |

## Classifiche finali

### Classifica generale - Maglia azzurra
| Pos. | Corridore            | Squadra            | Tempo     |
| ---- | -------------------- | ------------------ | --------- |
| 1    | Francesco Casagrande | Saeco-Estro        | 34h46'18" |
| 2    | Oleksandr Hončenkov  | Roslotto-ZG Mobili | a 23"     |
| 3    | Gianluca Pianegonda  | Team Polti         | a 29"     |
| 4    | Michele Coppolillo   | MG Boys Maglificio | a 32"     |
| 5    | Gabriele Colombo     | Gewiss-Playbus     | a 51"     |
| 6    | Rodolfo Massi        | Refin-Mobilvetta   | a 1'22"   |
| 7    | Vjačeslav Ekimov     | Rabobank           | a 4'30"   |
| 8    | Filippo Casagrande   | Scrigno-Blue Storm | a 5'17"   |
| 9    | Luca Gelfi           | Brescialat-Verynet | a 5'19"   |
| 10   | Marco Serpellini     | Panaria-Vinavil    | a 5'54"   |